# Schweifschutz
Der Schweifschutz (engl. Horse Tail Guard) ist ein Teil eines Rossharnisch.

## Beschreibung
Der Schweifschutz besteht in der Regel aus Stahl. Es gibt verschiedene Versionen die zum Teil sehr einfach gearbeitet sind, oder als Bestandteil einer Prunkrüstung auf höchstem  handwerklichen Niveau hergestellt sind (siehe Weblinks). Sie können aus einer einzelnen Platte oder aus mehreren, überlappenden Platten (geschoben) hergestellt sein. Der Schweifschutz ist entweder mit der Pferderüstung am Krupper verbunden, oder wird mit der Hilfe von Lederschnüren direkt am Pferdeschweif fixiert. Er dient dazu, den Schweifansatz und das Steißbein vor Verletzungen durch Hiebe zu schützen. Ähnliche Schutzvorrichtungen werden auch heute noch für Pferde genutzt, die aber aus modernen Materialien (Neopren, Thermotex) oder auch Leder hergestellt sind.